# АБА тренер године
Тренер године Америчке кошаркашке асоцијације је била годишња награда Националне кошаркашке асоцијације (АБА) која се додељивала од 1968. до 1976. године. Додељивана је укупно девет пута, уз две награде за ко-тренера године. Лери Браун је био једини тренер који га је освојио више пута, освојивши га три пута. Само прва два добитника награде су са својим тимовима на крају победила у АБА финалу исте сезоне.
| Сезона          | Тренер       | Екипа               | Скор екипе | Победа у % | Поз. у дивизији | АБА поз. | Резултат у плеј−офу                                      |
| --------------- | ------------ | ------------------- | ---------- | ---------- | --------------- | -------- | -------------------------------------------------------- |
| 1967/68.        | Винс Кацета  | Питсбург пајперси   | 54 : 24    | .692       | 1.              | 1.       | АБА шампиони (4 : 3) победом над Баканирсима             |
| 1968/69.-       | Алекс Ханум  | Окланд окси         | 60 : 18    | .769       | 1.              | 1.       | АБА шампиони (4 : 1) победом над Пејсерсима              |
| 1969/70. (Изј.) | Бил Шарман   | Лос Анђелес старси  | 43 : 41    | .512       | 4.              | 6.       | Изгубили (4 : 2) у финалу од Пејсерса                    |
| 1969/70. (Изј.) | Џо Белмонт   | Денвер рокетси      | 42 : 14    | .750       | 1.              | 2.       | Изгубили (4 : 1) у полуфиналу западне дивизије од Старса |
| 1970/71.        | Ал Бјанки    | Вирџинија сквајерси | 55 : 29    | .655       | 1.              | 3.       | Изгубили (4 : 2) у финалу источне дивизије од Колонелса  |
| 1971/72.        | Том Нисалке  | Далас чапаралси     | 42 : 42    | .500       | 3.              | 6.       | Изгубили (4 : 0) у полуфиналу западне дивизије од Старса |
| 1972/73.        | Лери Браун   | Каролина кугарси    | 57 : 27    | .679       | 1.              | 1s.      | Изгубили (4 : 3) у финалу источне дивизије од Колонелса  |
| 1973/74. (Изј.) | Бејб Мекарти | Кентаки колонелси   | 53 : 31    | .631       | 2.              | 2.       | Изгубили (4 : 0) у источној дивизији од Нетса            |
| 1973/74. (Изј.) | Џо Мулани    | Јута старси         | 51 : 33    | .607       | 1.              | 3.       | Изгубили (4 : 1) у финалу од Нетса                       |
| 1974/75.        | Лери Браун   | Денвер нагетси      | 65 : 19    | .774       | 1.              | 1.       | Изгубили (4 : 3) у финалу запада од Пејсерса             |
| 1975/76.        | Лери Браун   | Денвер нагетси      | 60 : 24    | .714       | без дивизија    | 1.       | Изгубили (4 : 2) у финалу од Нетса                       |